# Gō Nagai
Gō Nagai (jap. 永井 豪, Nagai Gō; * 6. September 1945 in Wajima, Ishikawa, Japan) ist ein japanischer Manga-Zeichner.

## Biografie

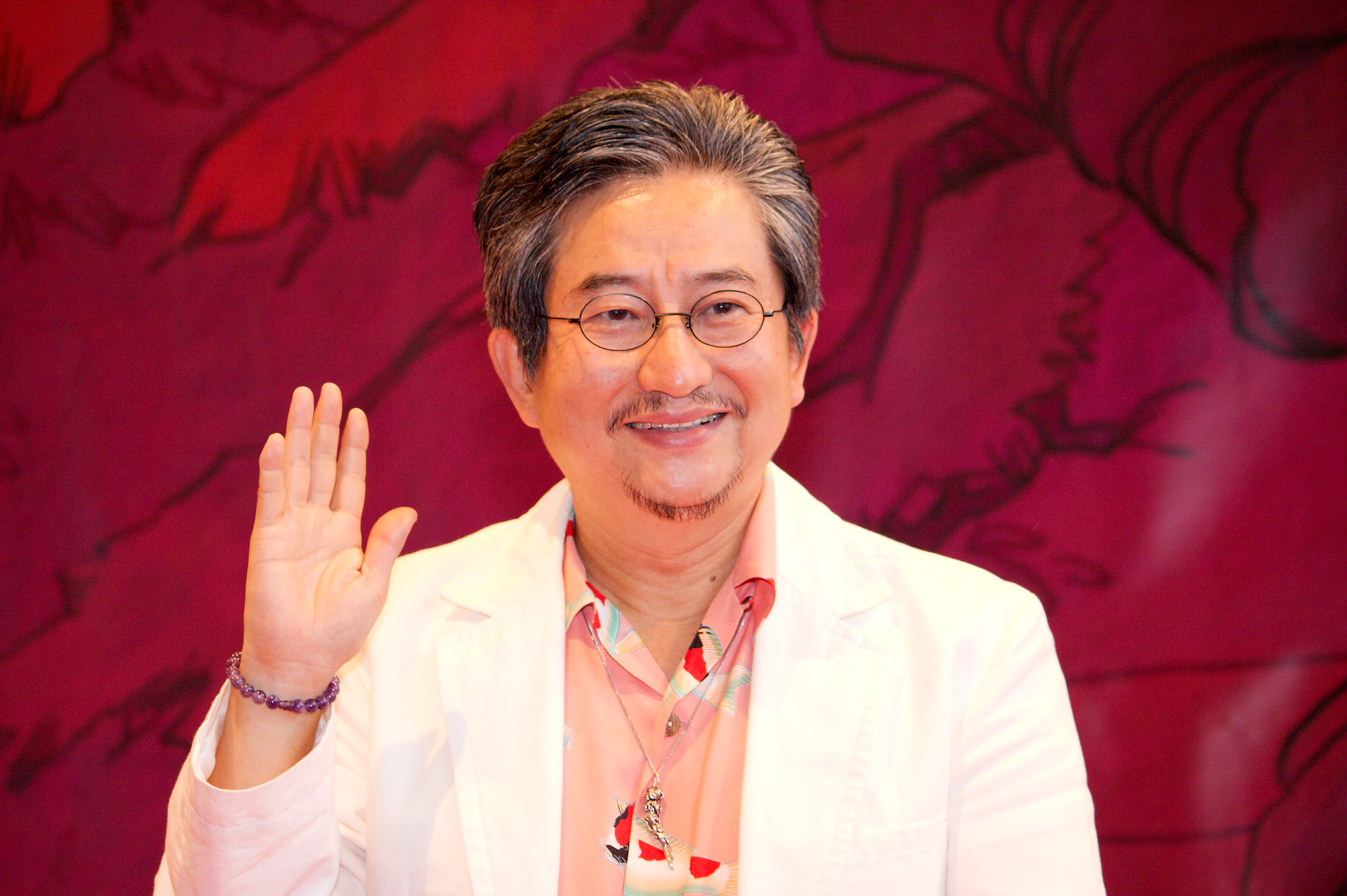
Go Nagai

Er schloss die Oberschule in Tokio ab und arbeitete daraufhin als Assistent bei Shōtarō Ishinomori, der durch Comics wie Cyborg 009 sehr erfolgreich war. Nagai, der sowohl von Osamu Tezuka als auch vom Gekiga-Zeichner Sanpei Shirato beeinflusst wurde, veröffentlichte sein erstes Werk als professioneller Zeichner 1967. Der als Maekashi Porikichi betitelte Gag-Manga erschien im Manga-Magazin Bokura, für das unter anderem auch Leiji Matsumoto und Tatsuo Yoshida zeichneten. Bereits zwei Jahre zuvor hatte er einen Entwurf für seine spätere Manga-Serie Kuro no Shishi angefertigt, hatte diesen jedoch nicht veröffentlicht.
Bereits ein Jahr später sollte Nagai großes Aufsehen erregen, als er seine Manga-Serie Harenchi Gakuen erstmals im Shōnen Jump veröffentlichte, das sich vorwiegend an Grund- und Mittelschüler richtete. Der Comic spielt an einer Schule, an der es das Ziel der männlichen Schüler und der Lehrer ist, die Unterwäsche der weiblichen Schüler zu stehlen. Der Manga, eine Satire auf das japanische Erziehungssystem, war wegen vieler freizügigen Szenen und einem blutigen Ende der Elternvertretung Japans ein Dorn im Auge.
1970 gründete er die Produktionsfirma Dynamic Productions, die für die Produktion mehrerer Anime-Umsetzungen seiner Werke verantwortlich war und Ende der 1970er Jahre fünfzig Mitarbeiter beschäftigte.
Nagai, dem in den 1970er Jahren bis zu dreizehn Assistenten zur Seite standen, brach auch mit Devilman Tabus. Darin geht es um einen Jungen, der wieder zum Leben erweckte Dämonen bekämpfen soll, aber selbst mit einem Dämon verschmilzt. Der ungefähr 1.200 Seiten umfassende Manga, der von 1972 bis 1973 im Shōnen Magazine erschien, sorgte durch extrem brutale Gewaltszenen für Aufregung. Zur selben Zeit schuf er den Giant-Robo-Klassiker Mazinger Z und den Magical-Girl-Manga Cutey Honey. Violence Jack, das von 1973 bis 1978 mit Unterbrechungen entstand, spielt in einer von einem Erdbeben zerstörten Welt, in der die Bevölkerung von einer Verbrecherorganisation in „starke“ und „schwache“ Menschen geteilt wird. Für Suna no Ō gewann er 1980 den Kodansha-Manga-Preis.
Der Zeichner war in den 1980er und 1990er Jahren weiterhin aktiv und schuf beispielsweise mit Devilman Lady von 1995 bis 1998 ein Sequel/Remake seines Devilman-Mangas für das Manga-Magazin Morning, das sich an eine erwachsene, männliche Leserschaft (Seinen) richtet. In Devilman Lady nahm er als Hauptfigur anstatt eines Jugendlichen eine ehemalige Profisportlerin, welche sich nach einer Vergewaltigung in ein sogenanntes „Devil-Beast“ bzw. „Devilman“ verwandelt und von diesem Zeitpunkt an die Welt vor bösen Wesen beschützen soll.

## Wirkung
Seine Werke wurden mehrmals verfilmt, sowohl als Anime als auch als Spielfilm. Ähnlich wie Sailor Moon erfuhr Cutey Honey 2004 eine Umsetzung als Tokusatsu-Fernsehserie. Unter der Regie Hiroyuki Nasus entstand 2004 auch eine Realverfilmung von Devilman, das bereits 1972 als Anime-Fernsehserie verfilmt worden war.
Seine Heimatstadt Wajima plant, ihm zu Ehren ein Museum zu errichten.

## Werke (Auswahl)
- Maekashi Porikichi (目明しポリ吉), 1967
- Harenchi Gakuen (ハレンチ学園), 1968–1972
- Kikkai-kun (キッカイくん), 1969–1970
- Devilman (デビルマン), 1972–1973
- Mazinger Z (マジンガーZ), 1972–1973
- Cutey Honey (キューティーハニー), 1973–1974
- Violence Jack (バイオレンス・ジャック), 1973–1974, 1977–1978
- UFO Robo Grendizer (UFOロボ　グレンダイザー), 1975–1976
- Great Mazinger (グレート・マジンガー), 1975
- Kekkou Kamen (けっこう仮面), 1975
- Shuten Dōji (手天童子), 1977–1980
- Suna no Ō (凄ノ王), 1979–1980
- Hanappe Bazooka (花平バズーカ), 1980–1985
- God Mazinger (ゴッド・マジンガー), 1984
- Kama Sutra (カーマスートラ), 1988
- Jūshin Ryger (獣神ライガー), 1989
- Devilman Lady (デビルマンレディー), 1995–1998
- Kishin (機神), 1999
- Sengun (戦群), 2000
- Tenkū Shiku (天空之狗), 2004–2005
- Devilman Saga (デビルマン サーガ), 2014–2020